# M-84
M-84 je jugoslávský hlavní bojový tank druhé generace založený na sovětském typu T-72.

## Vývoj
V 70. letech 20. století se Jugoslávská lidová armáda rozhodla pro tank vlastní výroby. Za tímto účelem byly zakoupeny tanky T-72 a také licence na jejich výrobu. Během sedmdesátých let byly tanky testovány za účelem odstranění nedostatků.
V roce 1983 vznikl prototyp a o rok později se tank dostal do sériové výroby. Svět nový produkt jugoslávského technického myšlení poprvé spatřil 9. května 1985 v Bělehradě během přehlídky ke Dni vítězství. Kromě základních provedení M-84 a M-84A, vznikly také M-84K (velitelská verze), M-84AB (exportní verze), M-84ABK (velitelská verze exportního tanku), M-84ABN (exportní verze s navigačním systémem) a M-84AI (vyprošťovací tank).

## Modernizace
V roce 2005 byl Srbskem představen nový tank M-84AB1 (M2001), podobný verzi M-84AB. Tank má nový systém řízení palby, stejně jako laserové zaměřovače, umožňující odpalování protitankových střel na vzdálenost 5 km. Kromě toho má tank také nové optoelektronické senzory, silnější (730 mm) pancíř, reaktivní pancéřování a modernizovaný nabíjecí automat. Téměř veškeré technické vybavení tanku pochází z ruského T-90. 
Chorvatsko vyvinulo vlastní odvozený prototyp M-95 Degman a modernizované varianty M-84A4 (ve spolupráci se Slovinskem) a M-84D.

## Uživatelé
- Bosna a Hercegovina

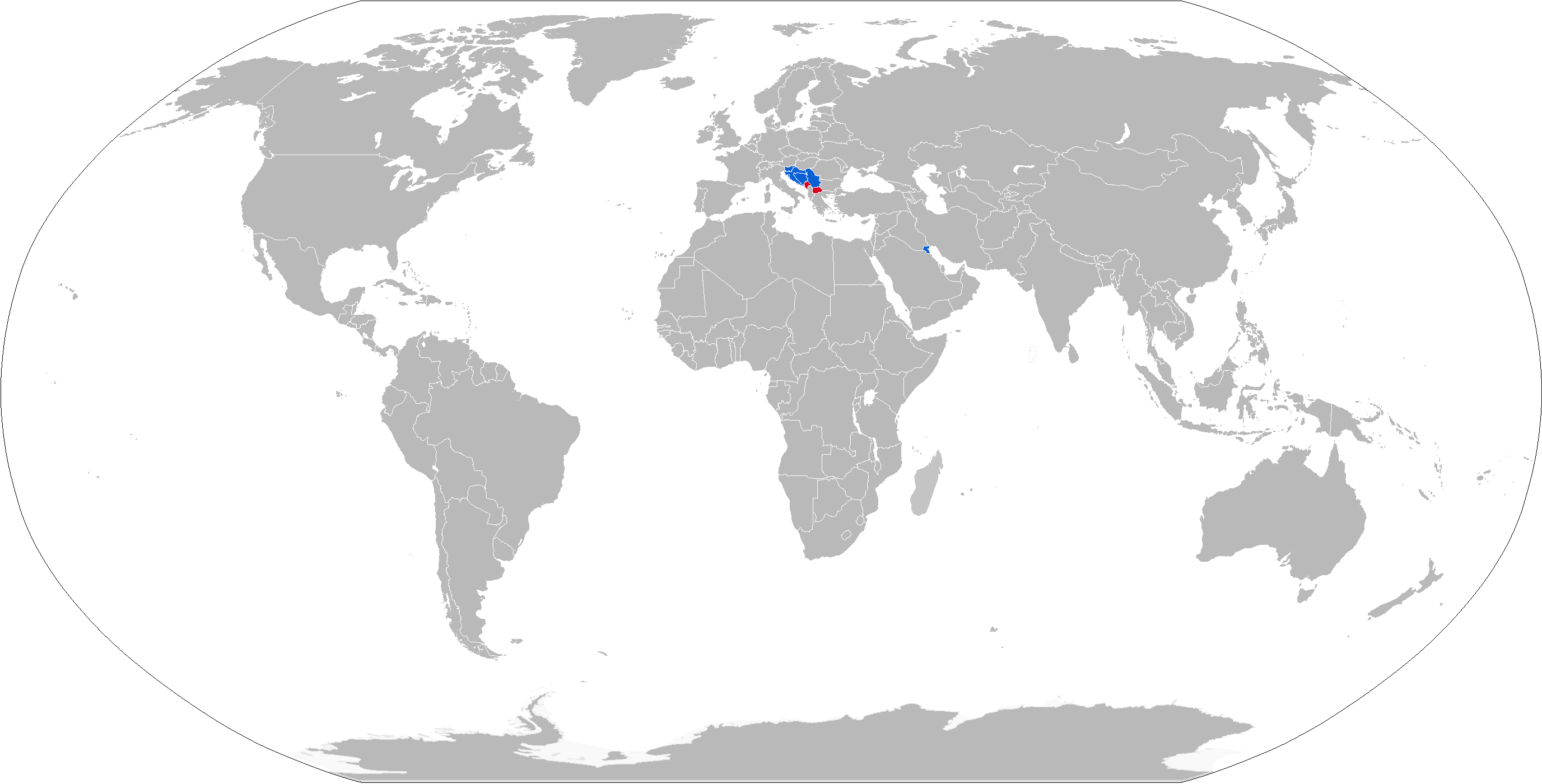
Přehled uživatelů

  - Ozbrojené síly Bosny a Hercegoviny – 71 kusů k r. 2011[2]
- Chorvatsko
  - Chorvatské pozemní síly – 72 kusů k r. 2011[2]
- Kuvajt
  - Kuvajtská armáda – k r. 2011 150 kusů, z toho 50 % v rezervě[2]
- Srbsko
  - Srbská armáda – 206 kusů k r. 2011[2]
- Ukrajina
  - Ukrajinské pozemní síly (věnovány Slovinskem)

### Bývalí uživatelé
- Jugoslávie
  - Jugoslávská lidová armáda – po rozpadu země přešly do výzbroje nástupnických států
- Slovinsko
  - Slovinská armáda – 40 kusů k r. 2011.[2] V roce 2022 poskytnuty Ukrajině.[3]
- Republika srbská
  - Vojska Republiky srbské

## Podobné typy
- T-64
- T-72
- T-80
- T-84
- T-90
- PT-91 Twardy
- M-95 Degman